# Delaware Federals
Die Delaware Federals waren eine US-amerikanische Eishockeymannschaft. Das Team spielte in der Saison 2011/12 in der Federal Hockey League.

## Geschichte
Das Franchise der Delaware Federals wurde im Laufe der Saison 2011/12 in die Federal Hockey League aufgenommen, um den Spielplan der frühzeitig bereits wieder aufgelösten Vermont Wild fortzuführen. Es war geplant, dass die Mannschaft im Center Ice Rink der Delaware State Fair in Harrington ihre Heimspiele austragen sollte, jedoch scheiterte dieses Vorhaben. Aus diesem Grund bestritten die Federals ausschließlich Auswärtsspiele. Eine Besonderheit war, dass man neben wenigen dauerhaften Mitgliedern des Teams am jeweiligen Spielort den Großteil der Mannschaft aus lokalen Spielern sehr kurzfristig zusammenstellte. Von neun Spielen konnte daher nur eines gewonnen werden, wobei das erste offizielle Spiel der Federals auswärts bei den Cape Cod Bluefins am 16. Dezember 2011 sogar mit 0:18 verloren wurde. Nachdem es auch weiterhin keine Lösung für eine Heimspielstätte gab, wurde die Mannschaft 2012 aufgelöst.

## Saisonstatistik
Abkürzungen: GP = Spiele, W = Siege, L = Niederlagen, T = Unentschieden, OTL = Niederlagen nach Overtime SOL = Niederlagen nach Shootout, Pts = Punkte, GF = Erzielte Tore, GA = Gegentore, PIM = Strafminuten
| Saison  | GP | W | L | OTW | OTL | Pts | GF | GA  | Platz  | Playoffs           |
| 2011/12 | 9  | 1 | 8 | 0   | 0   | 3   | 28 | 105 | 9. FHL | nicht qualifiziert |